# Margaret Devaney
Margaret Delia Devaney era uma irlandesa, passageiro do RMS Titanic e uma das 706 sobreviventes do naufrágio. Margaret nasceu em 3 de maio de 1892 em Kilmacowen, Irlanda.

## A bordo doTitanic
Margaret embarcou no RMS Titanic como passageira da terceira classe com seus amigos Mary Burns e Catherine "Kate" Hargadon em Queenstown, Irlanda.
Quando o Titanic atingiu um iceberg na noite de 14 de abril de 1912, Margaret, Mary e Catherine subiram por uma escada para o convés da segunda classe. Um dos amigos de Margaret sofreu de enjoo e parou, junto com seu outro amigo. Margaret pretendia voltar até eles quando encontrou os botes salva-vidas. No entanto, uma vez que estava no meio da multidão, ela encontrou-se perto do bote desmontável C e foi empurrada para dentro. Enquanto o desmontável C estava sendo baixado, o Titanic estava adernando pesadamente para bombordo e o bote colidiu com o casco do navio enquanto esse afundava na água. Aqueles a bordo usaram suas mãos e remos para manter o bote longe da lateral do navio.. A tripulação teve dificuldades em liberar o bote das cordas. Margaret deu um canivete para um dos tripulantes que conseguiu liberar o bote. Enquanto o Titanic continuava afundando, a bordo estava também o presidente da White Star Line, J. Bruce Ismay que virou as costas para o navio, incapaz de suportar a visão. Foi o primeiro dos botes desmontáveis a alcançar o RMS Carpathia, às 5:45, e tinha por volta de 44 pessoas a bordo.
Mary e Catherine pereceram e seus corpos, se recuperados, nunca foram identificados.
Margaret salvou três lembranças do Titanic e essas relíquias ainda são valiosos para seus descendentes. O primeiro foi seu bilhete de terceira classe (que ela tinha no bolso do suéter quando saiu do Titanic). O segundo é o verdadeiro canivete que os tripulantes usaram para cortar as cordas que amarravam os remos juntos. O terceiro é uma bandeira de ferro com um emblema que foi removida de um bote salva-vidas e entregue a Margaret enquanto estava no Carpathia. O homem que deu a bandeira a Margaret estava no comando do bote e disse-lhe que ela era responsável pelo bote salva-vidas ter escapado do Titanic por ter a faca. Como um sinal de seu agradecimento, ele a apresentou com ele. O bilhete de Margaret foi conservado no  Conservation Center for Art and Historic Artifacts na Filadélfia.

## Depois do naufrágio
Margaret se casou com John Joseph O'Neill em 1919 em Nova Iorque e tiveram seis filhos. Se mudaram para Clifton, Nova Jérsia após a morte de seu marido.

## Morte
Margareth morreu aos 82 anos de idade em 12 de junho de 1974. Foi enterrado no Holy Name Cemetery, Nova Jérsia.